# 세밀리구

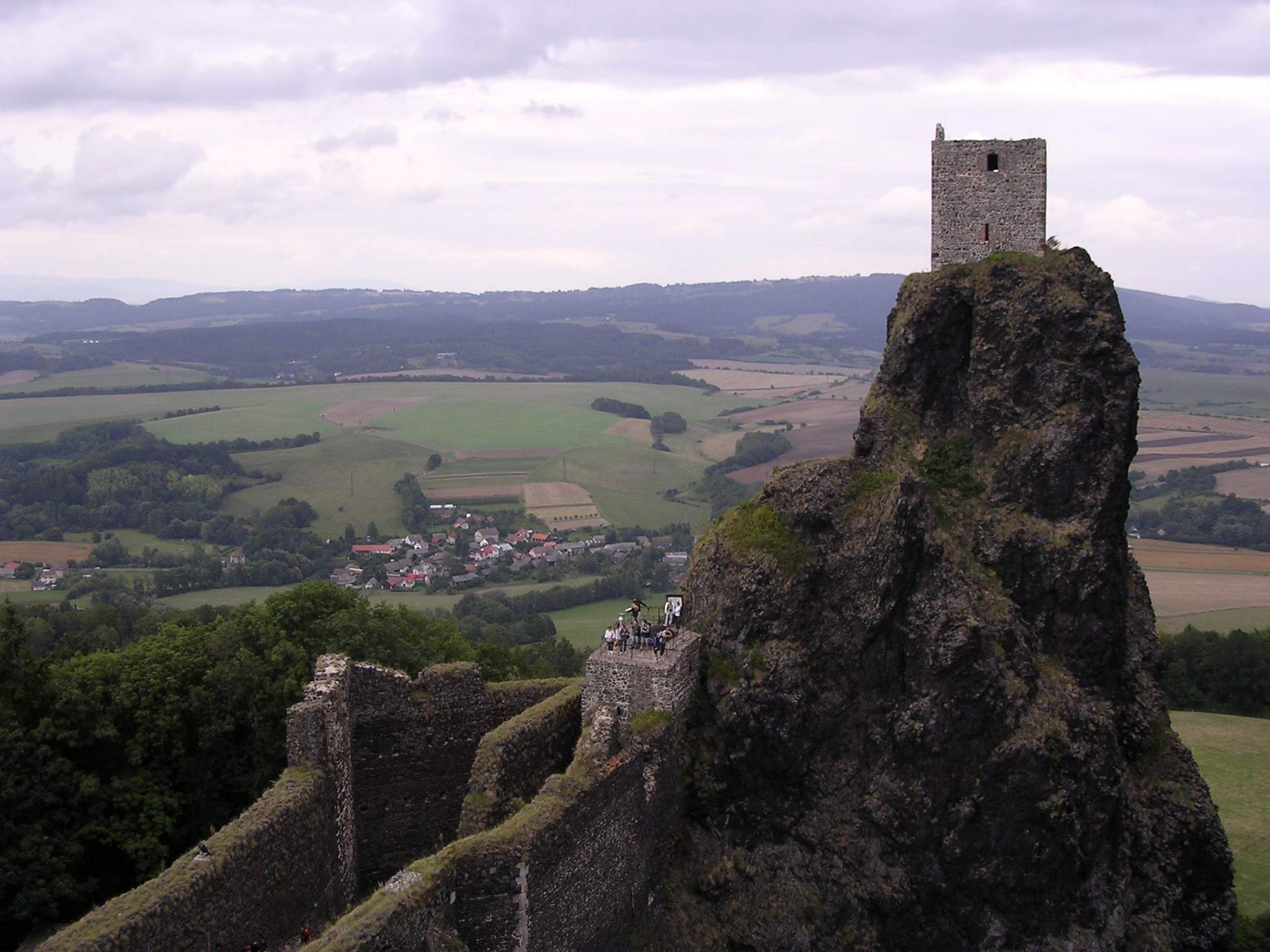
세밀리구 트로스코비체에 위치한 트로스키성

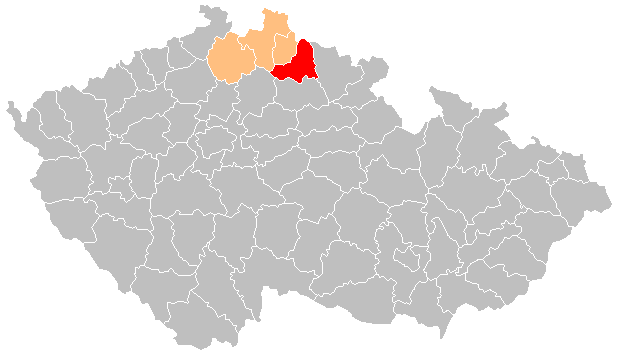
세밀리구의 위치

세밀리구(체코어: Okres Semily)는 체코 리베레츠주를 구성하는 4개 구 가운데 하나로 행정 중심지는 세밀리이며 면적은 698.99km2, 인구는 73,882명(2019년 1월 1일 기준), 인구 밀도는 110명/km2이다. 리베레츠주 동부에 위치하며 64개 지방 자치체(9개 시, 55개 마을)를 관할한다.
리베레츠주 야블로네츠나트니소우구, 리베레츠구, 흐라데츠크랄로베주 트루트노프구, 이친구, 중앙보헤미아주 믈라다볼레슬라프구와 접하며 북쪽으로는 폴란드와 국경을 접한다.